# Камара, Лаймонис Янович
Лаймонис Янович Камара (латыш. Laimonis Kamara, 4 февраля 1934, Рига — 15 июля 1983) — латышский советский поэт, переводчик, редактор. Лауреат Литературной премии Эстонской ССР имени Юхана Смуула (1977).

## Биография
После окончания школы поступил на отделение эстонского языка и литературы историко-филологического факультета Тартуского университета. Закончить обучение не смог по болезни.
Работал по многим профессиям — был токарем, почтальоном, редактором на радио. Публиковался с 1948 года. Много сотрудничал в сатирическом журнале «Dadzis», где регулярно публиковал свои юмористические стихи.

## Награды
Литературная премия Эстонской ССР имени Юхана Смуула за антологию эстонской поэзии «Где гуляла Койдула …» на латышском языке.